# Premier Padel
Premier Padel (oficialmente Qatar Airways Premier Padel Tour, por motivos de patrocinio) es un circuito internacional de pádel organizado por la Federación Internacional de Pádel, que cuenta con el apoyo de la Professional Padel Association (PPA), que reúne a los jugadores y jugadoras profesionales del deporte, y el patrocinio de la empresa Qatar Sports Investments (QSI).
El circuito fue creado de manera paralela al circuito World Padel Tour, propiedad de la empresa catalana Setpoint Events, filial de Damm, acusada de abuso de posición dominante ante la Comisión Europea por la FIP y los jugadores. QSI compró World Padel Tour, desapareciendo este circuito tras once ediciones, dejando a Premier Padel como el circuito profesional internacional de referencia.

## Descripción
El circuito fue creado en 2022 y tenía dos categorías de eventos: major (2000 puntos para el ranking FIP y 525.000 euros en premios) y P1 (1.000 puntos para el ranking FIP y 250.000 euros en premios). En 2024 se añadieron además los torneos de categoría P2, los de menor rango en el escalafón del pádel profesional (500 puntos para el ranking FIP), y el llamado Tour Finals, el torneo que concluirá cada temporada, al cual solo acceden los 16 mejores jugadores de cada ranking (homólogo al Master Final de World Padel Tour). En su primera edición, el circuito contó con seis sedes en tres continentes; cuatro majors (Doha, Roma, París y Monterrey) y dos P1 (Madrid y Mendoza). 

## Ediciones
| Ed. | Año  | Campeones dobles masculino | Campeones dobles masculino | Campeonas dobles femenino  | Campeonas dobles femenino  |
| --- | ---- | -------------------------- | -------------------------- | -------------------------- | -------------------------- |
| I   | 2022 | Alejandro Galán            | Juan Lebrón                | No tuvo modalidad femenina | No tuvo modalidad femenina |
| II  | 2023 | Agustín Tapia              | Arturo Coello              | Ariana Sánchez             | Paula Josemaría            |
| III | 2024 | Agustín Tapia              | Arturo Coello              | Ariana Sánchez             | Paula Josemaría            |
| IV  | 2025 |                            |                            |                            |                            |

## Más torneos ganados

### Categoría masculina
| Pos. | Jugador              | N.º torneos | MJ | P1 | P2 | TF | Último torneo ganado |
| ---- | -------------------- | ----------- | -- | -- | -- | -- | -------------------- |
| 1.º  | Arturo Coello        | 27          | 7  | 14 | 6  |    | 03/08/2025           |
| 2.º  | Agustín Tapia        | 26          | 6  | 14 | 6  |    | 03/08/2025           |
| 3.º  | Alejandro Galán      | 14          | 4  | 6  | 4  |    | 15/06/2025           |
| 4.º  | Federico Chingotto   | 8           | 2  | 2  | 4  |    | 15/06/2025           |
| 5.º  | Juan Lebrón          | 8           | 2  | 4  | 2  |    | 16/03/2025           |
| 6.º  | Franco Stupaczuk     | 5           | 1  | 2  | 2  |    | 16/03/2025           |
| 7.º  | Martín Di Nenno      | 3           | 2  |    | 1  |    | 04/08/2024           |
| 8.º  | Coki Nieto           | 2           |    |    | 1  | 1  | 22/12/2024           |
| =    | Jon Sanz             | 2           |    |    | 1  | 1  | 22/12/2024           |
| =    | Pablo Lima           | 2           |    | 2  |    |    | 30/10/2022           |
| 11.º | Fernando Belasteguín | 1           | 1  |    |    |    | 04/12/2022           |
| =    | Paquito Navarro      | 1           | 1  |    |    |    | 02/04/2022           |
| =    | Miguel Yanguas       | 1           |    |    | 1  |    | 26/10/2024           |
| =    | Francisco Cabeza     | 1           |    |    | 1  |    | 02/03/2025           |
| =    | Diego García         | 1           |    |    | 1  |    | 02/03/2025           |

Actualizado a 3 de agosto de 2025.

### Categoría femenina
| Pos. | Jugador           | N.º torneos | MJ | P1 | P2 | TF | Último torneo ganado |
| ---- | ----------------- | ----------- | -- | -- | -- | -- | -------------------- |
| 1.ª  | Ariana Sánchez    | 15          | 4  | 7  | 3  | 1  | 29/06/2025           |
| =    | Paula Josemaría   | 15          | 4  | 7  | 3  | 1  | 29/06/2025           |
| 3.ª  | Gemma Triay       | 13          | 4  | 5  | 4  |    | 03/08/2025           |
| =    | Delfina Brea      | 13          | 2  | 5  | 6  |    | 03/08/2025           |
| 5.ª  | Beatriz González  | 9           |    | 4  | 5  |    | 20/07/2025           |
| 6.ª  | Claudia Fernández | 8           | 1  | 4  | 3  |    | 20/07/2025           |
| 7.ª  | Marta Ortega      | 3           | 1  |    | 2  |    | 26/10/2024           |
| =    | Sofia Araujo      | 3           |    |    | 3  |    | 06/07/2025           |
| 9.ª  | Jéssica Castelló  | 1           |    | 1  |    |    | 24/03/2024           |
| =    | Claudia Jensen    | 1           |    | 1  |    |    | 24/03/2024           |
| =    | Andrea Ustero     | 1           |    |    | 1  |    | 06/07/2025           |

Actualizado a 3 de agosto de 2025.